# Alpheus Colles
Alpheus Colles és un grup de turons del quadrangle Hellas de Mart, situat amb les coordenades planetocèntriques a -34.4 ° latitud N i 66.5 ° longitud E. Té 633.03 de diàmetre i va rebre el nom d'un tret albedo a 45 ° S, 292 ° O. El nom va ser aprovat per la UAI el 1985. El terme "Colles" és utilitzat per turons petits o knobs.